# Мултіа
Мултіа (фін. Multia) — громада в провінції Центральна Фінляндія, Фінляндія. Загальна площа території — 765,62 км, з яких 32,37 км² — вода. 

## Демографія
На 31 січня 2011 в громаді Мултіа проживало 1888 чоловік: 966 чоловіків і 922 жінок. 
Фінська мова є рідною для 99,05% жителів, шведська — для 0,16%. Інші мови є рідними для 0,79% жителів громади. 
Віковий склад населення: 
- до 14 років — 15,31%
- від 15 до 64 років — 55,35%
- від 65 років — 29,45%

Зміна чисельності населення за роками:  
| Рік  | Чисельність |
| ---- | ----------- |
| 1980 | 2633        |
| 1990 | 2407        |
| 2000 | 2153        |
| 2010 | 1890        |
| 2011 | 1888        |